# The Murder of Sonic the Hedgehog
The Murder of Sonic the Hedgehog es un videojuego de aventura y novela visual de 2023 desarrollado por Sega Social Team y publicado por Sega para macOS y Windows. El jugador conversa con varios personajes de Sonic the Hedgehog para investigar el aparente asesinato de Sonic en el cumpleaños de Amy Rose. Sega lanzó el juego como freeware el 31 de marzo de 2023, coincidiendo con el Día de las bromas de abril.

## Jugabilidad
Durante los segmentos de investigación, el jugador puede examinar los objetos de la habitación para obtener pruebas. Una vez reunidas las pruebas suficientes, el jugador podrá interrogar a los otros personajes de la sala, y deberá presentar las pruebas correctas para confirmar o refutar las afirmaciones de los personajes. Una vez completado el interrogatorio, el jugador podrá avanzar a la siguiente sala. Durante los interrogatorios, el jugador entrará ocasionalmente en un minijuego de pensamiento. En estos segmentos, el jugador controla a Sonic en un juego de carreras automático usando una perspectiva isométrica, y debe recoger anillos mientras esquiva los peligros que se acercan. El jugador debe recoger un número determinado de anillos para pasar a la siguiente fase del interrogatorio, y la dificultad de estos minijuegos aumenta a medida que avanza el juego.

## Trama
Para celebrar el cumpleaños de Amy Rose, ella y sus amigos Sonic, Tails, Knuckles, Espio, Vector, Rouge, Blaze, y Shadow se reúnen en el Mirage Express, un tren diseñado para eventos especiales, para participar en un juego de misterio y asesinato. El jugador controla a un nuevo empleado quokka a bordo del tren, que es dirigido por el conductor para ayudar a los participantes según sea necesario. Poco después de empezar el juego, el tren acelera de repente y hace que el jugador, Amy y Tails sean arrojados a un almacén y queden inconscientes.
Cuando vuelven a despertar, Amy, Tails y el jugador regresan al vagón restaurante y encuentran a Sonic, aparentemente fallecido. Mientras Amy empieza a investigar por su cuenta, el jugador acompaña a Tails mientras se mueven entre los distintos vagones temáticos, interrogando a cada uno de los participantes para verificar sus coartadas. Tras atravesar un salón, una biblioteca, un casino y una sala de estar, Tails y el jugador llegan al vagón conductor, en la parte delantera del tren.
Usando las pruebas que han reunido por el camino, Tails y el jugador determinan que Espio era el villano del juego de misterio y asesinato, y que noqueó a Sonic con un cerbatana. Sin que Espio lo supiera, había estado siguiendo instrucciones dadas por el propio tren, que se revela que ha sido convertido en un badnik gigante por el Doctor Eggman. Enfadado con el conductor por planear retirarse y dejarlo atrás, el tren planea llevar a todo el mundo a la base de Eggman a cambio de una recompensa, que pretende usar para obligar al conductor a quedarse con él para siempre.
Todos son arrastrados de vuelta a sus coches y encerrados dentro. Con la ayuda del jugador, Sonic, que se ha recuperado, atraviesa las puertas para liberar a todos y llegar al vagón del revisor. Sonic y los demás corren junto al tren y lo atacan hasta que el Flicky que lo impulsa se libera y Espio lo recupera mientras Amy destruye el tren. Antes de que el tren se desactive, el revisor promete no olvidar nunca sus recuerdos con él.
El grupo desembarca en una estación, donde el revisor se reúne con su esposa y comienza su jubilación, ahora acompañado por el Flicky. Sonic compra una tarta en una pastelería cercana, y todos desean a Amy un feliz cumpleaños. En su base, Eggman se queda lamentando el fracaso de su plan.

## Desarrollo
El asesinato de Sonic el erizo fue desarrollado por el equipo de redes sociales de la marca Sonic, dirigido por la actual directora de redes sociales, Katie Chrzanowski.

## Recepción
Grayson Morley en Polygon elogió el juego por cómo superaba las expectativas de un juego de broma del Día de los Inocentes gratuito con su arte, humor, música y sinceridad. Eurogamer señaló que el juego fue recibido positivamente por los jugadores, y que sus reseñas de usuarios de Steam en su primer fin de semana de lanzamiento le otorgaron una calificación "abrumadoramente positiva".